# Henry Carrington Lancaster
Henry Carrington Lancaster (* 10. November 1882 in Richmond; † 29. Januar 1954 in Baltimore) war ein US-amerikanischer Romanist und Literaturhistoriker.

## Leben und Werk
Lancaster machte den Masterabschluss 1903 an der University of Virginia in Charlottesville und promovierte 1907 zum PhD in Romance Languages an der Johns Hopkins University in Baltimore. Er lehrte zuerst am Amherst College, ab 1919 (als Nachfolger von Edward Cooke Armstrong) lange Jahre an der Johns Hopkins University, wo er in der Johns Hopkins University Press publizierte und die Modern Language Notes herausgab. Er war Ehrendoktor der Universitäten Algier (1944) und Paris Sorbonne (1946).
Lancaster hat auf mehr als 5000 Seiten die Geschichte des französischen Theaters von 1552 bis 1792 dargestellt. Für seine Arbeit wurde er 1939 in die American Academy of Arts and Sciences gewählt.
Lancaster war seit 1913 mit Helen Converse Clark verheiratet, der Tochter des Wirtschaftswissenschaftlers John Bates Clark.

## Werke (Auswahl)
- The French Tragi-Comedy. Its origin and development from 1552 to 1628, Baltimore 1907 (PhD Diss.), 1966
- A history of French dramatic literature in the seventeenth century, 9 Bände, Baltimore 1929–1942, New York 1966

1. The pre-classical period : 1610–1634, 2 Bände, 1929, 785 Seiten
2. The period of Corneille : 1635–1651, 2 Bände, 1932, 804 Seiten
3. The period of Molière : 1652–1672, 2 Bände, 1936, 896 Seiten
4. The period of Racine : 1673–1700, 2 Bände, 1940, 984 Seiten
5. Recapitulation : 1610–1700, 1942, 235 Seiten

- Sunset. A history of Parisian drama in the last years of Louis XIV, 1701–1715, Baltimore 1945, Westport 1976, 365 Seiten (mit Additions and Corrections to “A History of French Dramatic Literature in the Seventeenth Century.”)
- French Tragedy in the Time of Louis XV and Voltaire 1715–1774, 2 Bände, Baltimore 1950, 662 Seiten
- French Tragedy in the Reign of Louis XVI and the Early Years of the French Revolution, 1774–1792, Baltimore 1953, 181 Seiten